# Yamaha TZR 50

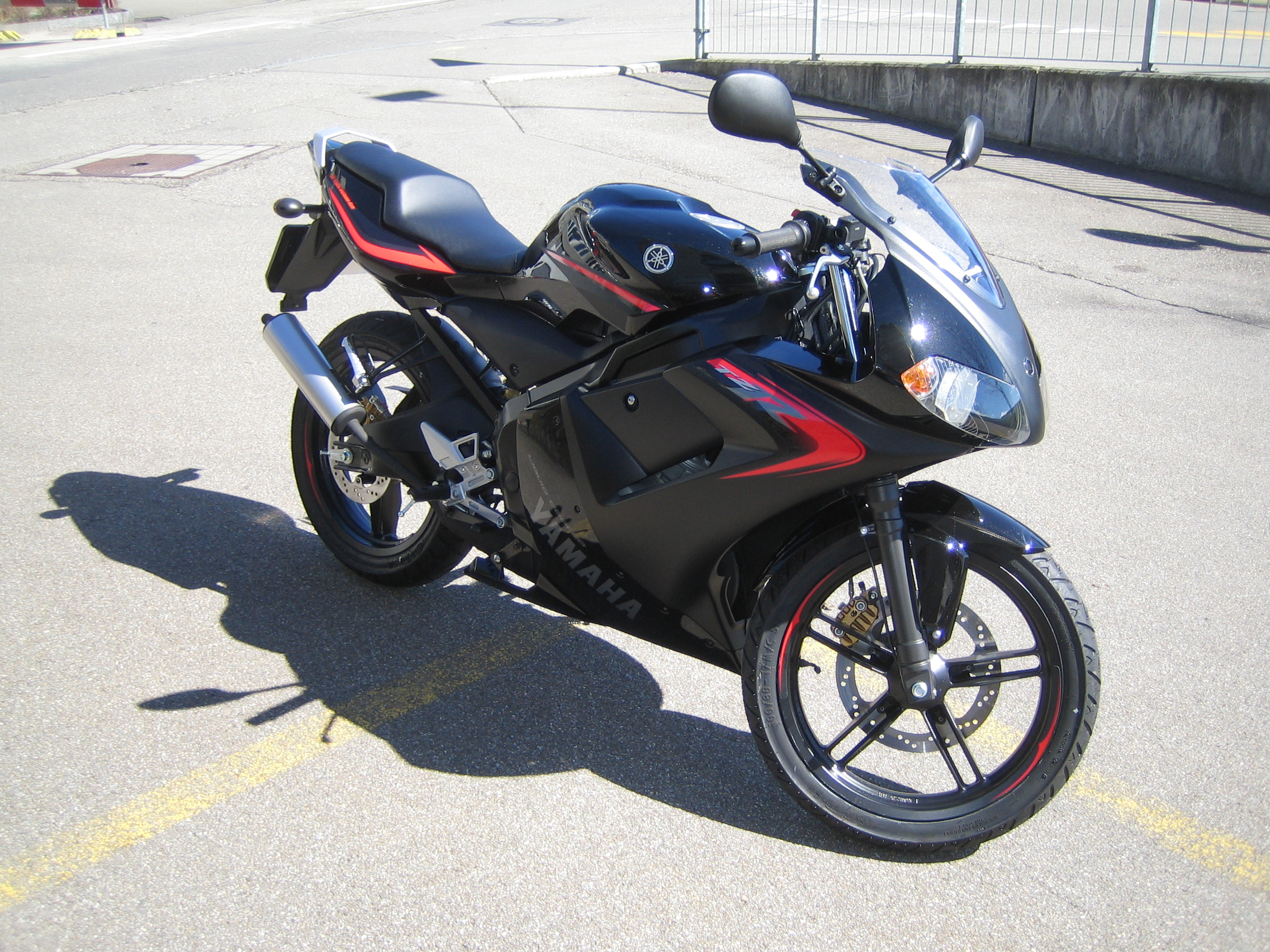
Yamaha-TZR50

De Yamaha TZR is een van de grootste en duurste bromfietsen op de markt. De TZR is qua vormgeving het kleinere broertje van de Yamaha R1 en R6, wat men terugvindt in lijn en vormgeving.
De TZR beschikt over de  tweetakt-motor die volgens de wettelijke regels begrensd is op 45 kilometer per uur. Onbegrensd halen deze brommers ongeveer 90 kilometer per uur, dit door het AM6-blok waarop in de fabriek een snelle cilinder (over het algemeen Gilardoni 2) gemonteerd is. Met een snelle race-uitlaat zoals Giannelli Race en Yasuni R1 of HEBO Racing zijn snelheden van 90 tot 110 kilometer per uur mogelijk.
Niet alleen het uiterlijk is dat van een echte motor, ook het frame komt overeen met het frame van de Yamaha TZR 125 en 250. De reminrichting is vergelijkbaar met die van een motorfiets, en de banden zijn even dik als bijvoorbeeld bij een Honda CBR 125. De achterband is zelfs breder. 
Door het stevige maar toch lichte frame is de brommer heel gewild om op te voeren. Het Minarelli-blok met zes versnellingen en een heel sterk onderblok  maakt de brommer een gemak om op te voeren, en daarmee makkelijk de wettelijke maximumsnelheid te overschrijden.
De TZR is uitgerust met een digitale snelheidsmeter en een analoge toerenteller. Ook om deze redenen worden TZR's gekozen bij cupraces .
Het model (2003 tot 2013) is - anders dan de naam laat vermoeden - niet het eerste model. De voorloper is in Nederland gewoon nooit uitgebracht. Dat was een 50cc-uitvoering van de Yamaha TZR 125, met dus in principe alleen een ander blok (over het algemeen am-6).

## Technische gegevens
- Voertuigsoort: bromfiets, schakelbak
- Merk: Yamaha
- Type: TZR50
- Aantal versnellingen: 6
- Massa rijklaar: 124 kg
- Massa leeg: 117 kg
- Wielbasis: 134 cm
- Zithoogte: 81,5 cm
- Geluidsniveau: circa 78 dB bij 3750 rpm
- Maximaal gewicht: 200-250 kg
- Brandstof: benzine / mengsmering
- Inhoud van brandstoftank: 14 liter
- Cilinderinhoud: 49,7 cc
- Max. snelheid: 45 km/h
- Max. vermogen: 1,3 kW op 6250 rpm